# Zecchino d'Oro 1975
Il diciassettesimo Zecchino d'Oro si è svolto a Bologna dal 17 al 19 marzo 1975.
È stato presentato da Cino Tortorella.

## Brani in gara
- Civa-civetta (Testo: Maria Iavarone/Musica: Linda Marletta, Mario Pagano)  - Elisabetta Garagnani e Teresa Zotti
- Il barone sbadiglione (Testo: Ermanno Parazzini/Musica: Corrado Castellari) - Marco Cantagalli e Elisabetta Gennari
- Il vigile in gonnella (Testo: Sauro Stelletti/Musica: Rinaldo Cozzoli)  - Lorenzo Marcuccetti e Efisietta Napolitano
- La banda del cortile (Testo: Laura Zanin/Musica: Sergio Censi) - Salvatore Mazzonello e Michela Nati
- La figlia del re di Castiglia (Testo: Vittorio Sessa Vitali/Musica: Claudio Valle, Giordano Bruno Martelli) - Sandro Bianchi e Jole Dalla Riva
- La mongolfiera con il golf (Testo: Dante Panzuti/Musica: Renato Martini, Arrigo Amadesi) - Antonio Carli, Lara Pallaro e Bernardina Puiatti
- La slitta vagabonda (Testo: Maurizio D'Adda/Musica: Franco Spadavecchia, Sergio Chiesa) - Alessia Baccaglini e Massimiliano Lupieri
- La vera storia del salice piangente (Testo: Velia Magno/Musica: Mario Pagano) - Elisabetta Marino e Giuseppe Mundula
- L'albero della cuccagna (Testo: Dante Panzuti/Musica: Nicola Aprile) - Elena Botti e Fabrizio Santini
- L'angioletto in blue-jeans (Testo: Adelio Cogliati/Musica: Adelio Cogliati) - Annamaria Cardone e Pasquale Lorusso
- Ma dov'è quel porcellino? (Testo: Maurizio D'Adda/Musica: Franco Spadavecchia, Giordano Bruno Martelli) - Stefano Cabbua e Roberta Troiano, Giorgia Troiano
- Riaccattattà (Testo: Adelio Cogliati/Musica: Claudio Cavallaro) - Paola Delle Femmine ed Annalisa Travelli